# Област Грамш
Област Грамш (алб. Rrethi i Gramshit) је једна од 36 области Албаније. Има 24.230 становника (процена 2010), и површину од 695 km². Налази се у средишту земље, а главни град области је Грамш.
Обухвата општине: Грамш, Кодовјат, Кукур, Кушов, Љние, Пишај, Порочан, Скндербегас (Скендербегово), Суљт и Туњ.